# Mozgowe
Mozgowe – podrodzina (Phalaridoideae Burmeist.) i plemię (Phalarideae Kunth) roślin należących do rodziny wiechlinowatych. Oba taksony noszą tę samą nazwę polską. Typem nomenklatorycznym jest mozga (Phalaris L.).

## Charakterystyka
KwiatyKłoski jednokwiatowe opatrzone czterema plewami.

## Systematyka[potrzebnyprzypis]
- Podrodzina: mozgowe (Phalaridoideae Burmeist.)
  - Plemię: mozgowe (Phalarideae Kunth)
    - Podplemię: Phalaridinae Fr.

Rodzaje
- mozga (Phalaris L.)
- tomka (Antoxanthum)
- turówka (Hierochloë)